# Барановский, Валентин Яковлевич
Валенти́н Я́ковлевич Барано́вский (10 февраля 1934, Ижевск, Горьковский край — 9 февраля 2023) — советский военачальник, контр-адмирал (1980). Командир Беломорской военно-морской базы Северного флота (1985—1989), командир Керченско-Феодосийской военно-морской базы Черноморского флота (1989—1991).

## Биография
Родился 10 февраля 1934 года в Ижевске. В рядах Вооружённых сил СССР с 1952 года. Службу начинал на ПЛ Черноморского флота.
С июля 1971 по октябрь 1974 года — командир атомной подводной лодки «К-454» проекта 671 «Ёрш», осуществил в сентябре 1974 года двухнедельный подлёдный боевой поход с запада на восток по до льдами Северного Ледовитого океана. С ноября 1974 по 1977 год — начальник штаба 3-й дивизии многоцелевых атомных подводных лодок Северного флота. С 1977 по 1980 год — командир 33-й дивизии подводных лодок. 14 февраля 1980 года присвоено воинское звание контр-адмирал. С 1980 по 1985 год — заместитель командующего 1-й флотилии.
С 1985 по май 1989 года — командир Беломорской военно-морской базы Северного флота. С 1989 по 1991 год — командир Керченско-Феодосийской военно-морской базы Черноморского флота.
С октября 1991 года в отставке.

## Награды
- Орден Красного Знамени,
- Орден Красной Звезды,
- Орден «За службу Родине в Вооружённых Силах СССР» 2-й степени,
- Орден «За службу Родине в Вооружённых Силах СССР» 3-й степени,
- Медали СССР,
- Медали РФ[3].